# مارن ماینارت
مارن ماینارت (زادهٔ اوت ۱۹۷۳ در شهر دویسبورگ) بازیکن زن بازنشستهٔ فوتبال آلمان است. وی در پست هافبک و مهاجم بازی می‌کرد. او در حال حاضر مربی تیم ملی زیر ۲۰ سال زنان آلمان است. ماینارت برای باشگاه‌های اف سی آر ۲۰۰۱ دویسبورگ، اف اف سی براوایلر پولهایم و بوستون بریکرز بازی کرده‌است. وی از سال ۱۹۹۱ تا ۲۰۰۳ برای تیم ملی فوتبال زنان آلمان بازی کرده‌است و تجربهٔ سه بار حضور در فینال مسابقات جام جهانی فوتبال زنان و بازی‌های المپیک تابستانی ۲۰۰۰ را دارد.